# 高眼蛇綿鳚
高眼蛇綿鳚，為輻鰭魚綱鱸形目绵鳚亞目绵鳚科的其中一種，分布於西北太平洋區，包括日本、白令海及鄂霍次克海等海域，屬深海底棲性魚類，棲息深度在水深160至1800公尺，體長可達22.1公分。

## 扩展阅读
維基物種上的相關：高眼蛇綿鳚